# بویانکا آنجلوا
بویانکا آنجلوا (به انگلیسی: Boyanka Angelova) ژیمناست زادهٔ ۲۸ اکتبر ۱۹۹۴ میلادی اهل کشور بلغارستان است.